# Aphelandra conformis
Aphelandra conformis är en akantusväxtart som beskrevs av Emery Clarence Leonard. Aphelandra conformis ingår i släktet Aphelandra och familjen akantusväxter. Inga underarter finns listade i Catalogue of Life.